# Skimning
Skimning (av engelskans skimming) var en form av kontokortsbedrägeri som främst drabbade äldre magnetremskort. Då användes en särskild avläsare som kopierade den magnetiska remsan, och kopian kunde sedan användas för att göra obehöriga betalningar.

## Trådlös skimning
För moderna kontaktlösa kort (så kallade “blippkort”) används NFC-teknik enligt ISO/IEC 14443 och EMV-standarden. De fungerar på mycket begränsad räckvidd – normalt upp till 4 cm, aldrig mer än 10 cm. Dagens kort är byggda på chip med kryptografi som förhindrar kloning av kort.
Det innebär att de scenarier som ofta beskrivs i media – att en bedragare i en folksamling “blippar av” kort i fickor eller väskor med en mobil – inte fungerar i verkligheten. För att en betalning ska gå igenom krävs en riktig betalterminal kopplad till en bank, och sådana transaktioner skulle omedelbart upptäckas i betalningssystemet.

## Skimning via kortterminal
En mer avancerad form av skimning är att montera speciell elektronisk apparatur på en bankomat eller annan kortterminal och sedan läsa av kortuppgifterna samt PIN-koden. Därefter gör man en kortkopia som tillsammans med PIN-koden kan användas för att genomföra betalningar eller uttag utan att ha tillgång till originalkortet.

## Begränsningar
Den tre- eller fyrsiffriga säkerhetskoden kan inte läsas av trådlöst. Det är uppskattningsvis 43 % av alla webbshoppar som inte kräver säkerhetskoden för att genomföra ett köp.

## Förekomst av skimning i Sverige
I Sverige har problemen med kortbedrägerier ökat kraftigt under åren 2012–2019. Antalet anmälda fall uppgick till cirka 128 000 år 2019. Det är ett av Sveriges allra vanligaste brott och utreds sällan.

## Skydd mot skimning
Det säljs idag produkter som utlovar skydd mot skimming, såsom plånböcker och korthållare. Försäljningsargumenten är att dessa passiva skydd skyddar kontokorts- och personuppgifter, vilket ej är sant. Dagens kort kan inte klonas, och inga kort eller personuppgifter går att läsa ut. Tekniken bakom betalkort ISO/IEC 14443 fungerar ej på avstånd över 10cm. 
Det finns inget sätt för kortanvändare att skydda sig mot skimning när bedragare har monterat avläsningsutrustning i en kassaterminal.